# Azenha de Santa Cruz
A Azenha de Santa Cruz foi uma azenha de propulsão superior destinada à moagem de cereais localizada em Santa Cruz, freguesia de Silveira, município de Torres Vedras, em Portugal.
Foi uma unidade transformadora da indústria moageira, movida a energia hidráulica, pelo aproveitamento das águas da ribeira que a alimentava. Construída no final do século XV, viria a funcionar ininterruptamente até meados da década de 50 do século XX. A partir do século XIX passou a incluir também um pisão, para apisoamento de tecidos.
Desde que perdeu a sua função original, adquiriu um importante valor etnológico e patrimonial, reconhecido pela sua classificação como imóvel de interesse público - na categoria de Arquitectura Civil e na tipologia Azenha -, através do Decreto 67/97, DR 301 de 31 de Dezembro de 1997.
Em 1999 foi adquirida pela Câmara Municipal de Torres Vedras.
Após um longo período de abandono e ruína, viria a ser restaurada, em 2009, pela edilidade, funcionando como unidade museológica.